# Polygala microtricha
Polygala microtricha är en jungfrulinsväxtart som beskrevs av Joseph Blake. Polygala microtricha ingår i släktet jungfrulinssläktet, och familjen jungfrulinsväxter. Inga underarter finns listade i Catalogue of Life.